# Phostria dohrnii
Phostria dohrnii is een vlinder uit de familie van de grasmotten (Crambidae). De wetenschappelijke naam van deze soort is voor het eerst voorgesteld door Pieter Snellen in een publicatie uit 1881.
De soort komt voor in Costa Rica, Panama en Colombia.